# Витанци
Витанци (мкд. Витанци) су насеље у Северној Македонији, у средишњем државе. Витанци припадају општини Чашка.

## Географија
Витанци су смештени у средишњем делу Северне Македоније. Од најближег већег града, Велеса, насеље је удаљено 15 km југозападно.
Насеље Витанци се налази у историјској области Клепа. Насеље је смештено у долини реке Бабуне. Источно од насеља издиже се планина Клепа. Надморска висина насеља је приближно 260 метара.
Месна клима је измењена континентална са значајним утицајем Егејског мора (жарка лета).

## Становништво
Витанци су према последњем попису из 2002. године били без становника.
Према истом попису претежно становништво у насељу били су етнички Македонци.
Већинска вероисповест било је православље.